# Abadía de los Santos Vito y Salvo
La abadía de los Santos Vito y Salvo fue un monasterio situado en la localidad de San Salvo (Provincia de Chieti, Italia).

## Historia
Fue fundado en 1247 de la abadía madre de Ferraria en Campania, de la línea de la Abadía de Claraval.
Inicialmente, la abadía fue construida en una zona pantanosa cerca de la ciudad de San Salvo.
Más tarde se trasladó a la ciudad a causa de las condiciones de vida muy duras. Fue abandonada en 1453 después de un ataque de los turcos.